# Heather Mills
Heather Anne Mills (Aldershot, 12 gennaio 1968) è un'ex modella e attivista britannica, nota per essere stata la seconda moglie di Paul McCartney. Durante il suo matrimonio il suo nome era Heather Anne McCartney. Heather ha un fratello maggiore, Shane, una sorella minore, Fiona, ed una sorellastra, Claire

## Biografia
Heather cominciò la sua carriera di modella nel 1986. Il 6 maggio dello stesso anno si sposò con Alfie Karmal, dal quale si separò nel 1991.
A Londra, nel 1993, Heather fu colpita da una moto della polizia e subì gravi lesioni, perdendo parte della gamba sinistra (circa sei centimetri sotto il ginocchio). In seguito vendette la sua storia al News of the World.
Heather incontrò Paul McCartney per la prima volta in un evento di beneficenza in Gran Bretagna. Si sposarono l'11 giugno del 2002.
Heather diede alla luce, il 28 ottobre 2003, Beatrice McCartney. Questi ultimi si separarono in un processo nell'anno 2006, durante il quale Heather chiese 125 milioni di sterline a McCartney più il mantenimento della loro figlia. Durante il processo, la Mills fece molte dichiarazioni diffamatorie nei confronti di McCartney che ebbero ampia risonanza sui giornali. A fine processo, le furono accordate "solo" 24.3 milioni di sterline più il mantenimento.
Nel 2019, in collaborazione con Marco Tricomi, approda sulle TV Italiane con My Planet Vegan una serie di 10 episodi con un format totalmente dedicato al food, filosofia della cultura vegana e all'insegna dell'ecosostenibilità. Nella prima stagione ogni puntata porta lo spettatore alla ricerca di gusti e ingredienti innovativi, perfetti sostituti dei prodotti di origine animale.